# 조선 서해 해상 군사분계선

A: 북방한계선
(1953년 국제 연합군이 선포)
B: 조선 서해 해상 군사분계선 (1999년 조선민주주의인민공화국이 선포)

조선 서해 해상 군사분계선(朝鮮西海海上軍事分界線, Korea West Sea Maritime Military Demarcation line, KWSMMD) 1999년 9월부터 조선민주주의인민공화국에서 일방적으로주장하는 황해상의 군사분계선이다. 

## 상세
기존의 북방한계선을 무시하고, 한국휴전협정문에 표시된 황해도와 경기도의 도계선과, 덕적군도등과 황해도의 등거리선을 기준으로 하고 있다. 백령도, 대청도는 공유 수로를 통해 이동하고, 연평도 역시 수로를 통해 연결시키는 방식이며, 우도와 부속도서는 북측의 수역에 포함시키고 있다. 이러한 북한의 시도는 대한민국의 배타적 경제 수역의 면적 자체를 완전히 없애는 것이기 때문에 한국 전쟁이 다시 발생하게 된다면 서해 5도 포위 등이 발생할 가능성이 있다.

## 실효성 논란

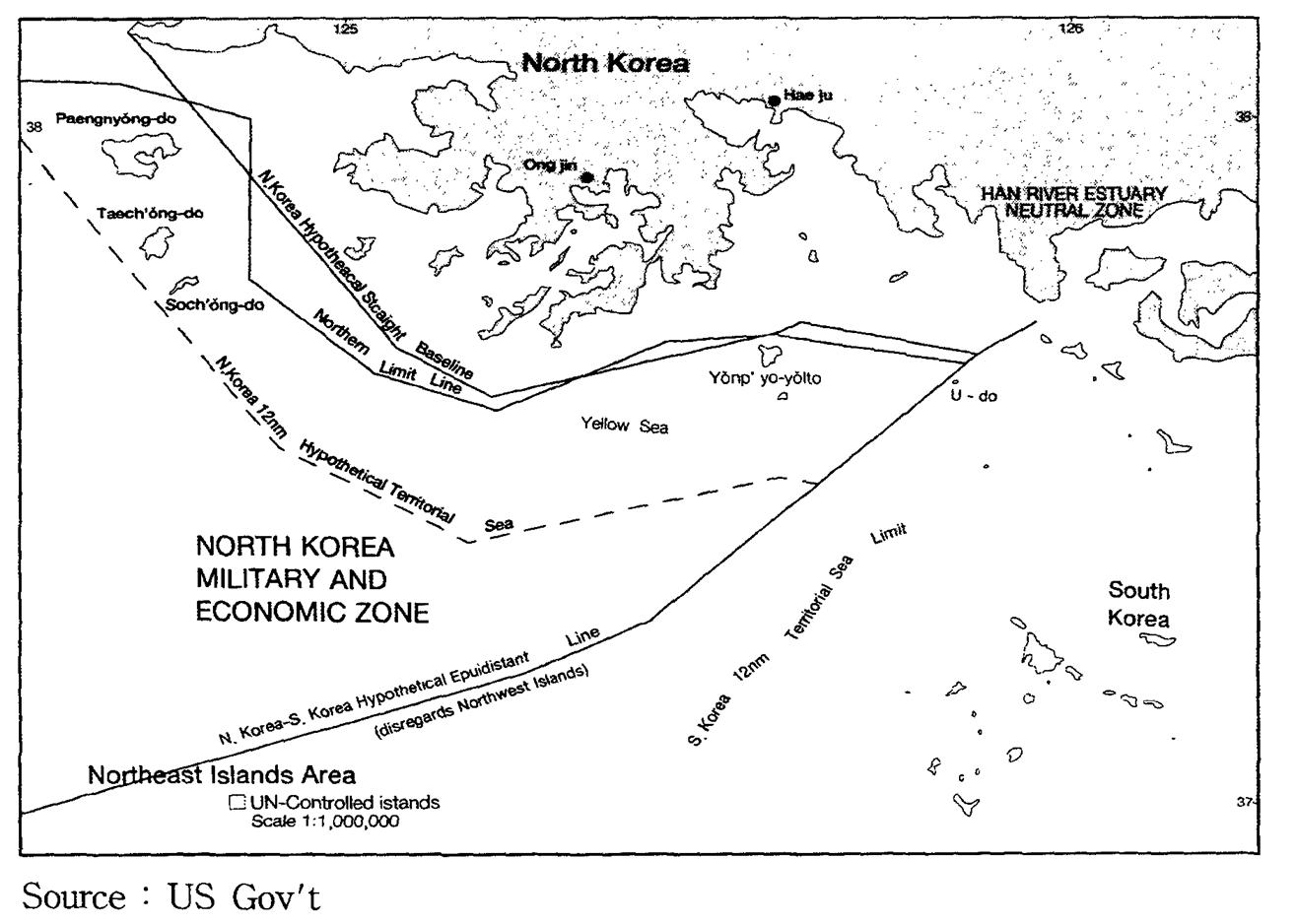
북방한계선 지도

정전협정이 체결된 이후로 별다른 반대 의사를 표시하지 않았다가, 김정일이 집권한 이후 북한에서 꾸준하게 주장하고 있는 군사분계선이다. 이는 실질적으로 북한에게 매우 불리하게 그려진 북방한계선(NLL)을 무력화하려는 목표를 갖고 있다. 아직까지 남한과 북한 사이 서해 해상 경계선에 대해서 합의가 이뤄지지 않았기 때문에 이 문제는 현재진행형이다.

## 같이 보기
- 서해 5도
- 북방한계선
- 군사분계선
- 연평도 포격전